# Resolució 875 del Consell de Seguretat de les Nacions Unides
La Resolució 875 del Consell de Seguretat de les Nacions Unides fou adoptada per unanimitat el 16 d'octubre de 1993.
Després de recordar les resolucions 841 (1993), 861 (1993), 862 (1993), 867 (1993) i 873 (1993) del Consell de Seguretat de les Nacions Unides (1993), el Consell, conscient del fracàs continuat de les parts a Haití en implementar l'acord de Governors Island, va ampliar les sancions internacionals i va imposar un bloqueig naval contra el país.
Les sancions eren una mesura addicional destinada a desplaçar la junta militar a Haití i restablir la democràcia. Actuant en virtut del Capítol VII i el Capítol VIII de la Carta de les Nacions Unides, el Consell va convidar als Estats membres a suspendre el transport naval marítim quan fos necessari per a inspeccionar i verificar les seves càrregues. i destinacions, a més d'implementar restriccions sobre el petroli i el gas natural liquat d'acord amb les resolucions anteriors.
La resolució va concloure afirmant que, si fos necessari, es prendrien noves mesures per garantir-ne el compliment.